# Constancio Ortíz
Constancio Ortíz, né le 19 janvier 1937, à Manille, aux Philippines, est un ancien joueur philippin de basket-ball.